# 肖家庄镇
肖家庄镇，是中华人民共和国山西省吕梁市汾阳市下辖的一个乡镇级行政单位。

## 行政区划
肖家庄镇下辖以下地区：
安头村、康宁堡村、肖家庄村、八十堡村、玉兰村、青堆村、高丰村、孙家庄村、唐家堡村、中寨村、西马寨村、东雷家堡村、宣柴堡村、义安村、潴城村、何家庄村和望春村。